# Classic Grand Besançon Doubs
La Classic Grand Besançon Doubs è una corsa in linea maschile di ciclismo su strada che si svolge nei dintorni di Besançon, nel dipartimento di Doubs, in Francia. La prima edizione della corsa, inserita fin da subito nel calendario UCI Europe Tour come prova di classe 1.1, risale al 2021.

## Albo d'oro
Aggiornato all'edizione 2024.
| Anno | Vincitore        | Secondo            | Terzo             |
| ---- | ---------------- | ------------------ | ----------------- |
| 2021 | Biniam Girmay    | Andrea Vendrame    | Axel Zingle       |
| 2022 | Jesús Herrada    | Victor Lafay       | Alexis Vuillermoz |
| 2023 | Victor Lafay     | Lenny Martinez     | Roger Adrià       |
| 2024 | Lenny Martinez   | Victor Langellotti | David Gaudu       |
| 2025 | Guillaume Martin | José Manuel Díaz   | Clément Berthet   |

## Statistiche

### Vittorie per nazione
Aggiornato al 2024
| Pos. | Nazione | Vittorie |
| ---- | ------- | -------- |
| 1    | Francia | 2        |
| 2    | Eritrea | 1        |
| 2    | Spagna  | 1        |